# Берта Стоунмен
Берта Стоунмен (англ. Bertha Stoneman; 18 серпня 1866 — 30 квітня 1943) — південно-африканська вчена, ботанік. Вона була президентом коледжу Huguenot College з 1921 по 1933 рік та засновницею Південноафриканської асоціації університетських жінок.

## Життєпис
Берта Стоунмен народилася 18 серпня 1866 року на фермі поблизу Джеймстауна, в родині Байрона Стоунмена та Мері Джейн Маркегем Стоунмен. Її тітка, Кейт Стоунмен , була першою жінкою, прийнятою до адвокатури штату Нью-Йорк, а її дядько Джордж Стоунмен був генералом під час Громадянської війни в США, а згодом губернатором штату Каліфорнія. Берта Стоунмен закінчила бакалаврат та докторантуру з ботаніки в Корнелльському університеті відповідно у 1894 та 1896 роках. Тема її дисертаційного дослідження стосувалася антракнозів.

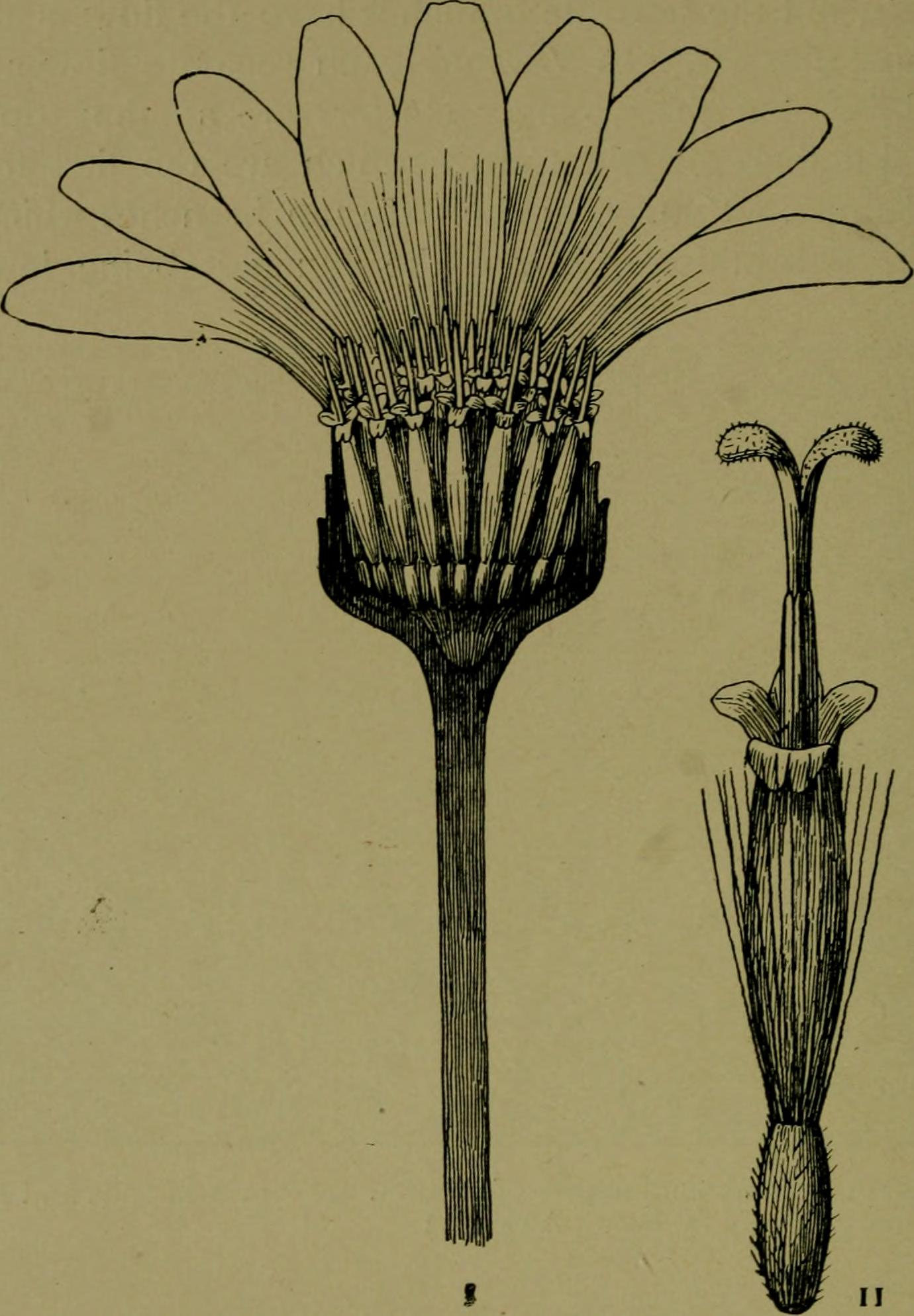
Ілюстрація Берти Стоунмен, Plants and their ways in South Africa (1915) (14773569171)

Після аспірантури обіймала посаду керівника кафедри ботаніки в жіночому коледжі Huguenot College у Веллінгтоні, ПАР. Там вона почала створювати гербарій, розвивала колекцію рослин, читала курси з психології та логіки, а також ботаніки. У 1923 році вона заснувала Південноафриканську асоціацію університетських жінок, та була її першим президентом. Також вона була президентом Huguenot University College у 1921—1933 роках. Підручник Стоунмен Plants and their Ways in South Africa (1906) широко використовувався у школах Південної Африки протягом кількох десятиліть. Серед її видатних учнів були Олів Коутс Пелгрейв та Етель Дойдж.
Берта Стоунмен померла 30 квітня 1943 року у своєму будинку в Південній Африці. Її публікації зберігаються в Корнелльському університеті. Лабораторія ботаніки в Університеті Преторії названа її ім'ям, також Південноафриканська асоціація жінок-випускників присуджує щорічну стипендію імені Берти Стоунмен.